# Waldschusterbach
Der Waldschusterbach ist ein etwas über 0,9 Kilometer langer Waldbach im Gebiet der Gemeinde Kainach bei Voitsberg im Bezirk Voitsberg in der Weststeiermark. Er fließt im westlichen Teil des Grazer Berglandes, in einem Waldgebiet und mündet dann von rechts kommend in den Oswaldgrabenbach.

## Verlauf
Der Waldschusterbach entsteht in einem Waldgebiet auf etwa 783 m ü. A. im westlichen Teil der Katastralgemeinde Kainach, nordwestlich des Hofes Eisner.
Der Bach fließt anfangs für etwa 250 Meter ziemlich gerade nordwärts und nimmt dabei drei kleine von links kommende Wasserläufe auf. Kurz nach der Einmündung des dritten Wasserlaufes und der Querung eines Waldweges schwenkt der Bach auf einen Nordnordostkurs. Nach etwa 300 Metern mündet nach einer weiteren Querung eines Waldweges ein von rechts kommender, unbenannter Wasserlauf in den Waldschusterbach der danach nach Norden fließt. Nach weiteren 60 Metern quert der Bach eine Zufahrtsstraße mündet und nimmt einen weiteren, von links kommenden Wasserlauf auf. Nach dieser Querung bildet der Waldschusterbach bis zu seiner Mündung einen flachen Linksbogen, der insgesamt nach Nordnordosten verläuft. Etwa 70 Meter vor seiner Mündung verlässt der Waldschusterbach den Wald und fließt an mehreren zur Ortschaft Breitenbach gehörenden Häusern vorbei. Etwa 50 Meter vor seiner Mündung unterquert er die Landesstraße L 341, der Kainacherstraße. Der Waldschusterbach mündet nach fast 1 Kilometer langem Lauf mit einem mittleren Sohlgefälle von rund 22 ‰ etwa 211 Höhenmeter unterhalb seines Ursprungs direkt an der Grenze zur Katastralgemeinde Oswaldgraben in den Oswaldgrabenbach, der danach geradeaus weiterfließt.
Auf seinem Lauf nimmt der Waldschusterbach insgesamt fünf unbenannte Wasserläufe auf.